# میلان لوکاچ
میلان لوکاچ (صربی: Milan Lukač؛ زادهٔ ۴ اکتبر ۱۹۸۵) بازیکن فوتبال اهل صربستان است.
از باشگاه‌هایی که در آن بازی کرده‌است می‌توان به باشگاه فوتبال چوکاریچکی، باشگاه فوتبال آ. ا. ک آتن، باشگاه فوتبال بلدیه‌اسپور آق‌حصار، باشگاه فوتبال بئوگراد، و باشگاه فوتبال پارتیزان اشاره کرد.
وی همچنین در تیم ملی فوتبال صربستان بازی کرده‌است.